# 汾湖高新技术产业开发区
汾湖高新技术产业开发区是位於中華人民共和國江蘇省蘇州市吴江区黎里镇及周邊的一個產業開發區，区域面积258平方公里，人口25万。

## 歷史
1994年7月，江蘇省人民政府設立江蘇吳江汾湖旅遊度假區，西起莘塔賣鹽港，東至江蘇省與上海市邊境，南起蘆墟鎮城司村、愛好村，北至莘塔華字圩，面積10.85平方千米。2006年7月，江蘇吳江汾湖旅遊度假區更名為江蘇吳江汾湖高新技术产业开发区，面積擴大為256.75平方公里。2012年8月，江蘇吳江汾湖高新技术产业开发区更名為江蘇省汾湖高新技术产业开发区。2013年2月後又更名為汾湖高新技术开发区 (黎里镇)。2020年11月9日，绿地控股與中车集团旗下中车城市交通有限公司在汾湖高新技术开发区 (黎里镇)设立人工智能产业制造基地（汾湖星舰超级工厂）和人工智能社区（汾湖未来AI社区）。

## 交通

### 公路
- 常台高速，常熟至台州。
- 常嘉高速，常熟至海盐，预计2016年通车。
- 沪渝高速，上海至重庆。
- 318国道，上海至西藏。